# Cardin (Oklahoma)
Cardin è una città fantasma della contea di Ottawa, Oklahoma, Stati Uniti. La popolazione era di 150 abitanti al censimento del 2000, ma è scesa a 3 abitanti al censimento del 2010 nell'aprile 2010. La città si trova all'interno del sito di Tar Creek Superfund; la stragrande maggioranza dei residenti ha accettato offerte di acquisizioni federali e la popolazione della città è scesa a zero nel novembre 2010.